# Турецкий, Геннадий Геннадьевич
Генна́дий Генна́дьевич Туре́цкий (17 июля 1949, Москва — 7 августа 2020, Швейцария) — советский пловец и российский тренер, один из лучших специалистов своего вида спорта.

## Карьера

### Спортсмен
Геннадий Турецкий считался талантливым советским пловцом, тренировался у Алексея Красикова, выступал за ленинградский СКА. В 1968 году он стал победителем Всесоюзных соревнований на призы газеты «Комсомольская правда» на дистанциях 400 и 1500 метров вольным стилем, бронзовым призёром чемпионата СССР на дистанции 1500 метров — в 1969 и 1970 годах. Однако за 15 лет карьеры добиться международных успехов ему не удалось. Получив диплом инженера со специализацией в биомеханике, Турецкий перешёл на тренерскую стезю.

### Тренер
На Сеульской Олимпиаде его подопечные завоевали две медали: серебро в эстафете 4×100 метров вольным стилем и бронзу на 50 метрах тем же стилем (Геннадий Пригода). В 1990 году Турецкий начал работать со спинистом Александром Поповым, вскоре сменившим стиль на вольный. На Барселонской Олимпиаде Попов выиграл 50- и 100-метровую дистанции. Другие спортсмены группы Турецкого: Геннадий Пригода, Вениамин Таянович, Юрий Мухин, Владимир Пышненко — также завоевали олимпийские медали, в том числе золотые в 200-метровой эстафете. В конце 1992 года Геннадий Турецкий принял приглашение на работу от Австралийского института спорта и переселился в Канберру; Попов вскоре последовал за ним. В 1994 году пловец установил мировой рекорд на 100-метровой дистанции. Незадолго до Олимпиады в Атланте вместе с Поповым у Турецкого начал заниматься 18-летний Майкл Клим. В Атланте Попов защитил оба своих титула. Турецкий заметил, что габариты пловца вольным стилем Клима больше подходит для баттерфляя, чем для кроля, и убедил австралийца сконцентрироваться на нём. В 1997 году Клим установил мировой рекорд на 100 метрах баттерфляем. Через год австралиец на родине четырежды стал чемпионом мира.
На Сиднейской Олимпиаде Клим в предварительном заплыве отобрал мировой рекорд на 100 метрах вольным стилем у Попова. Однако в финале он стал только четвёртым, Попов — вторым, а победу одержал Питер ван ден Хогенбанд, в полуфинале установивший новый рекорд.
Весной 2001 года дом Турецкого в Австралии ограбили, унеся сейф. Через несколько дней полиция отыскала сейф и, кроме подаренных Поповым и Климом золотых медалей, нашла в нём запрещённые в спорте препараты, в том числе станозолол и анаболики. Австралийская Федерация плавания начала расследование, однако в итоге обвинения с Турецкого были сняты. В июне 2002 года тренер снова оказался в центре скандала, когда во время полёта повздорил со стюардом: семью годами ранее он уже обвинялся в нападении на члена экипажа. На этот раз Институт спорта разорвал с Турецким контракт; тот собирался оспорить это решение в суде.
В январе 2003 года россиянин начал работать в швейцарской Федерации. В июле 2007 года он был назначен главным тренером швейцарской сборной. В марте 2011 года пятикратный олимпийский чемпион Ян Торп заявил о желании вернуться в плавание под руководством Геннадия Турецкого. Австралиец тренировался в Швейцарии, войдя в группу из шести иностранных спортсменов, которым швейцарская федерация разрешила заниматься под руководством Турецкого; остальными учениками являлись россияне и украинцы.
Скончался от обширного инсульта в Швейцарии.

## Семья
- Дочь Александра Геннадьевна Турецкая[англ.] (род. 1994) — швейцарская пловчиха. Участвовала в Олимпийских Играх 2016 года.
- Дочь Светлана Геннадьевна Турецкая (род. 1976)

## Награды
- Орден Дружбы[10].